# بيت الهجيني (يريم)

تعديل مصدري - تعديل

بيت الهجيني هي إحدى قرى عزلة ارياب بمديرية يريم التابعة لمحافظة إب، بلغ تعداد سكانها 198 نسمة حسب تعداد اليمن لعام 2004
من ابنائها الشاعر / محمد علي محمد الهجيني (شاعر العرب ) مواليد 1984يريم/بيت الهجيني شاعر ومؤلف واديب من مؤلفاته (ديوان الهجيني 1) ويحتوي على 40 قصيده الفها مابين 1999_2006م والف (ديوان الهجيني2) مابين 2006_2020م وأطلق عليه باسم شاعر العرب لبلاغته وفصاحته، الادبيه
.